# Mezzanine (음반)
《Mezzanine》은 1998년 4월 20일, 서커와 버진 레코드에 의해 발매된 영국의 전자 음악 그룹 매시브 어택의 세 번째 스튜디오 음반이다. 매시브 어택과 닐 다비지가 프로듀싱한 이 듀오는 그들의 트립합 사운드를 뉴 웨이브, 록, 힙합, 덥 음악의 다양한 영향과 함께 일렉트로니카 스타일링으로 확장하는 것을 보았다.
《Mezzanine》은 영국, 호주, 아일랜드, 뉴질랜드의 차트에서 1위를 차지하며 현재까지 가장 상업적으로 성공한 음반이 되었다. 이 곡은 〈Risingson〉, 〈Teardrop〉, 〈Angel〉, 〈Inertia Creeps〉의 4개의 싱글을 발매했다.

## 배경
《Mezzanine》의 제작은 스트레스가 많은 과정이었다. 그룹 내에서 긴장이 고조되면서 밴드를 거의 분열시켰다. 그들은 새로운 소재에 대한 음악적 방향에 대해 의견이 달랐다. 로버트 델 나자는 와이어와 갱 오브 포와 같은 뉴 웨이브 레코드로 샘플을 만들기 시작했다. 그것은 그가 10대 초반에 들었던 음악이었다. 델 나자는 매시브 어택이 1970년대 후반의 음악에서 가장 화려하고 편집증적인 분위기를 지닌 음반을 만들기를 원했다. 뉴 웨이브 팬이기도 한 그랜틀리 마샬은 그들의 전작인 《Protection》의 "도시 영혼"에서 벗어나고 싶어 이 아이디어를 지지했지만, 앤드류 바울스는 회의적이었다.
이 음반은 원래 1997년 12월에 발매될 예정이었으나, 델 나자가 스튜디오에서 대부분의 시간을 "트랙을 만들고, 찢고, 집어삼키고, 패닉에 빠지고, 다시 시작"하면서 4개월 지연되었다. 이 음반의 작업 제목은 1978년 갱 오브 포의 데뷔 싱글인 《Damaged Goods》였다.
이 커버 아트는 런던의 자연사 박물관에서 닉 나이트가 촬영한 흰 바탕에 검은 사슴벌레를 묘사하고 있다.

## 평가
| 전문가 평가                   | 전문가 평가 |
| 평가 점수                     | 평가 점수   |
| 출처                          | 점수        |
| ----------------------------- | ----------- |
| AllMusic                      | [ 7 ]       |
| Entertainment Weekly          | A−          |
| The Guardian                  | [ 9 ]       |
| Los Angeles Times             | [ 10 ]      |
| Muzik                         | 10/10       |
| NME                           | 8/10        |
| Pitchfork                     | 9.3/10      |
| Rolling Stone                 | [ 14 ]      |
| The Rolling Stone Album Guide | [ 15 ]      |
| Uncut                         | [ 16 ]      |

《Mezzanine》은 영국 음반 차트에서 1위에 올랐고, 1998년 9월 4일 영국 축음기 협회로부터 플래티넘 인증을 받았으며, 2013년 7월 22일 더블 플래티넘 인증을 받았다. 하지만, 이 음반은 빌보드 200에서 60위, 캐나다 음반 차트에서 51위에 정점을 찍으며 북미에서 같은 성공을 거두는 데 실패했다.
음반이 발매된 지 몇 년 후, 이 음반은 영국과 미국에서 여러 베스트 리스트에 올랐다. 2000년, 《Q》 잡지는 《Mezzanine》을 역사상 가장 위대한 100장의 영국 음반 목록에 15위로 올려놓았다. 2013년 《NME》의 역사상 가장 위대한 음반 500장 목록에 215장에 올랐다. 2003년, 이 음반은 《롤링 스톤》의 역사상 가장 위대한 음반 500장 목록에서 412위에 올랐고, 2012년 업데이트 목록에 포함되지 않았지만, 2020년 업데이트 순위 383위에 다시 진입했다.
닐슨 사운드스캔에 따르면 2010년 2월 현재 이 음반은 미국에서 560,000장이 팔렸다고 한다.

## 곡 목록
| #   | 제목               | 작사·작곡                                                   | 재생 시간 |
| --- | ------------------ | ----------------------------------------------------------- | --------- |
| 1.  | 〈Angel〉          | 로버트 델 나자, 그랜틀리 마샬, 앤드류 바울스, 호레이스 힌즈 | 6:18      |
| 2.  | 〈Risingson〉      | 델 나자, 마샬, 바울스, 루 리드, 피트 시거                   | 4:58      |
| 3.  | 〈Teardrop〉       | 델 나자, 마샬, 바울스, 엘리자베스 프레이저                  | 5:29      |
| 4.  | 〈Inertia Creeps〉 | 델 나자, 마샬, 바울스                                       | 5:56      |
| 5.  | 〈Exchange〉       | 밥 힐리어드, 모트 가슨                                      | 4:11      |
| 6.  | 〈Dissolved Girl〉 | 델 나자, 마샬, 바울스, 사라 제이 할리, 맷 슈워츠            | 6:07      |
| 7.  | 〈Man Next Door〉  | 존 홀트                                                     | 5:55      |
| 8.  | 〈Black Milk〉     | 델 나자, 마샬, 바울스, 프레이저, 만프레드 만                | 6:20      |
| 9.  | 〈Mezzanine〉      | 델 나자, 마샬, 바울스                                       | 5:54      |
| 10. | 〈Group Four〉     | 델 나자, 마샬, 바울스, 프레이저                             | 8:13      |
| 11. | 〈(Exchange)〉     | 힐리어드, 가슨                                              | 4:08      |

## 인증
| 국가                                                                                         | 인증        | 판매량/출하량 |
| -------------------------------------------------------------------------------------------- | ----------- | ------------- |
| 오스트레일리아 (ARIA)                                                                        | 플래티넘    | 70,000^       |
| 오스트리아 (IFPI 오스트리아)                                                                 | 골드        | 25,000*       |
| 벨기에 (BEA)                                                                                 | 플래티넘    | 50,000*       |
| 캐나다 (뮤직 캐나다)                                                                         | 골드        | 50,000^       |
| 덴마크 (IFPI Danmark)                                                                        | 2× 플래티넘 | 40,000        |
| 프랑스 (SNEP)                                                                                | 2× 골드     | 200,000*      |
| 독일 (BVMI)                                                                                  | 골드        | 250,000^      |
| 이탈리아 (FIMI)                                                                              | 골드        | 25,000*       |
| 네덜란드 (NVPI)                                                                              | 골드        | 50,000^       |
| 뉴질랜드 (RMNZ)                                                                              | 플래티넘    | 15,000^       |
| 노르웨이 (IFPI 노르웨이)                                                                     | 골드        | 25,000*       |
| 스페인 (PROMUSICAE)                                                                          | 골드        | 50,000^       |
| 스위스 (IFPI 스위스)                                                                         | 플래티넘    | 50,000^       |
| 영국 (BPI)                                                                                   | 2× 플래티넘 | 600,000^      |
| 미국                                                                                         | —           | 560,000       |
| 요약                                                                                         |             |               |
| 유럽 (IFPI)                                                                                  | 2× 플래티넘 | 2,000,000*    |
| *판매량을 기반으로 한 인증 · ^출하량을 기반으로 한 인증 · 판매량+스트리밍을 기반으로 한 인증 |             |               |